# Chelyabinsk
Chelyabinsk (phiên âm tiếng Việt: Chê-li-a-bin; tiếng Nga: Челя́бинск) là thành phố tỉnh lỵ của tỉnh Chelyabinsk, Nga, nằm ở phía đông dãy núi Ural bên con sông Miass, cự ly 210 kilômét (130 mi) về phía nam Yekaterinburg. Dân số năm 2021 ước tính 1,187,960 người. Thành phố có Sân bay Chelyabinsk Balandino.

## Lịch sử
Pháo đài Chelyaba được xây dựng trên ở đây vào năm 1736, thành phố được thành lập vào năm 1781. Khoảng năm 1900, thành phố là một trung tâm để xây dựng tuyến đường sắt xuyên Sibir. Theo số liệu thống kê chính thức dân số ngày 1 tháng 1 năm 1913 là 45.000 cư dân.
Trong một vài tháng trong cuộc nội chiến Nga, Chelyabinsk đã bị các lực lượng Bạch vệ và lực lượng lê dương Tiệp Khắc chiếm đóng, trở thành một trung tâm cho tàn quân quân đoàn tình nguyện Rumani ở Nga. Thành bằng đường sắt. Năm 1938, trong cuộc Đại Thanh trừng, một phần trong số họ đã bị hành quyết, số còn lại bị trục xuất. Ngôi mộ tập thể của họ là nằm gần mỏ vàng cũ Gora Zolonyi, và ngày nay ở đó có một đài tưởng niệm nhỏ.
Trong thời kỳ công nghiệp hóa của Liên Xô những năm 1930, Chelyabinsk tăng trưởng nhanh chóng. Một số cơ sở công nghiệp, bao gồm cả Nhà máy kéo Chelyabinsk và Nhà máy luyện kim Chelyabinsk đã được xây dựng tại thời điểm này. Trong Chiến tranh thế giới thứ hai, Joseph Stalin đã quyết định chuyển một phần lớn các nhà máy sản xuất của Liên Xô ra khỏi con đường tiến quân đội Đức vào cuối năm 1941. Điều này mang lại các ngành công nghiệp mới và hàng ngàn người lao động đến Chelyabinsk - thời điểm đó vẫn cơ bản là một thành phố nhỏ. Nhiều cơ sở rất lớn để sản xuất xe tăng T-34 và tên lửa phóng loạt Katyusha tồn tại ở Chelyabinsk, do đó thành phố được gọi là "Tankograd" (Thành phố xe tăng). Chelyabinsk cơ bản được xây dựng từ đầu trong thời gian này. Một thị trấn nhỏ tồn tại trước thời điểm này, các dấu hiệu trong đó có thể được tìm thấy ở trung tâm của thành phố. Nhà máy S.M. Kirov số 185 di chuyển từ Leningrad đến đây để sản xuất các xe tăng hạng nặng rồi sau đó lại được chuyển đến Omsk sau năm 1962.
Chelyabinsk đã có một hiệp hội (từ những năm 1940) nghiên cứu hạt nhân bí mật, mặc dù điều này là đúng cách áp dụng Chelyabinsk Oblast như một toàn thể, như cơ sở hạt nhân như Chelyabinsk-70 (Snezhinsk), hoặc, nằm xa bên ngoài thành phố. Một tai nạn hạt nhân nghiêm trọng xảy ra vào năm 1957 tại các nhà máy tái chế nhiên liệu hạt nhân Mayak, 150 km về phía tây bắc của thành phố, gây ra các ca tử vong ở tỉnh Chelyabinsk nhưng không phải trong thành phố. Tỉnh đã cấm tất cả những người nước ngoài tới cho đến năm 1992.